# Sandy West
Sandy West (Long Beach, California, 10 de julio de 1959 - San Dimas, California, 21 de octubre de 2006), fue una cantante, compositora, baterista estadounidense, miembro fundador del grupo The Runaways, uno de los primeros grupos femeninos genuinamente roqueros, que disfrutó de una gran popularidad en el período comprendido entre 1976 y 1979.

## Comienzos
Sandy nació en Long Beach (California). Cuando tenía 9 años, su abuelo le regaló una batería y se convirtió en una gran fan del rock and roll de los 1960s y 1970s. Desde entonces comenzó a practicar su música de forma regular. Tenía un talento natural y se convirtió rápidamente en una música profesional. Cuando tenía 13 años, era la única chica que tocaba en bandas locales que tocaban en fiestas de adolescentes. Con 15 años, conoció a Joan Jett y al productor Kim Fowley y formó la banda The Runaways.

## The Runaways
Conducida por su ambición de tocar profesionalmente, buscó a otros músicos y contactos de la industria en el sur de California, con la idea de formar una banda de rock de mujeres. En 1975 conoció al productor Kim Fowley, quien le dio el número de teléfono de otra artista joven de la zona, la guitarrista Joan Jett. Cuando Joan y Sandy se reunieron poco después (Joan cogió un autobús a la casa de Sandy para tocar algunas canciones) hubo una sinergia palpable entre ellas, y el comienzo de The Runaways posiblemente tuvo lugar ese día. Fowley ayudó a Joan y a Sandy a encontrar a más miembros para el grupo, Lita Ford y Cherie Currie.

## Después de The Runaways
Tras la disolución de la banda Sandy no consiguió encontrar su lugar dentro de la industria musical. Aunque publicó un LP en solitario ("The Beat is Back") y formó su propio combo, la Sandy West Band, no consiguió ningún tipo de éxito con dichas aventuras. Aparece en el documental que Vicki Blue (Victoria Tischer-Blue), antigua bajista de The Runaways, realizó sobre la historia de la banda (Edgeplay, 2004). En él relata sus tristes experiencias para sobrevivir una vez que la fama la dejó atrás.

## Muerte
En 2005, y luego de años como fumadora, le fue diagnosticado un cáncer de pulmón, complicado posteriormente con un tumor cerebral, muriendo el 21 de octubre de 2006 a la edad de 47 años. Joan Jett dijo en un comunicado:"Compartimos el sueño de niñas tocando rock and roll. Sandy era una baterista exuberante y poderosa", y agregó :"Estoy abrumada por la pérdida de mi amiga. Yo siempre le dije que cambiamos el mundo". Cherie Currie comentó: "Sandy West fue, sin duda, la mejor baterista mujer en la historia del rock and roll. Nadie podía competir con ella o siquiera alcanzarla, pero lo más importante era su corazón. Sandy West amaba a sus fans, sus amigos y su familia casi hasta la exageración. Haría cualquier cosa por la gente que amaba. Nunca volverá a ser lo mismo subir a un escenario, porque Sandy West era la mejor y la voy a echar siempre de menos".

## Película
Sandy West fue interpretada por la actriz Stella Maeve en la película de 2010 The Runaways (película). La película también contó con Kristen Stewart, Dakota Fanning y Scout Taylor-Compton, que interpretaron a Joan Jett, Cherie Currie y Lita Ford, respectivamente. Durante el comentario de audio en los extras del DVD, Joan Jett le dedica la película a Sandy.

## Legado
La revista Time Magazine la describió como "una baterista de rock pionera".

## Discografía
The Runaways
- The Runaways (álbum) (1976)
- Queens of Noise (1977)
- Live in Japan (The Runaways album) (1977)
- Waitin' for the Night (1977)
- And Now... The Runaways (1978)
- Flaming Schoolgirls (1980)
- Little Lost Girls (1981)
- Born to be Bad (1993)
- 20th Century Masters - The Millennium Collection: The Best of The Runaways (1999)

Post-Runaways
- 7" - F-13
- 4 song tape
- The Beat is Back